# Czurowskoje
Czurowskoje (ros. Чуровское) – wieś w Rosji, w rejonie szeksnińkim obwodu wołogodzkiego. W 2010 r. liczyła 615 mieszkańców.